# ۱۴۸۷ (میلادی)
۱۴۸۷ (میلادی) هزار و چهارصد و هشتاد و هفتمین سال تقویم میلادی است.

## رویدادها
پایان یافتن ساخت کاخ کرملین در شهر مسکو

## زادگان
- 17 ژوئیه - شاه اسماعیل یکم : مؤسس سلسله صفویه در ایران.

## درگذشتگان
‎